# Sant Joan de Moró

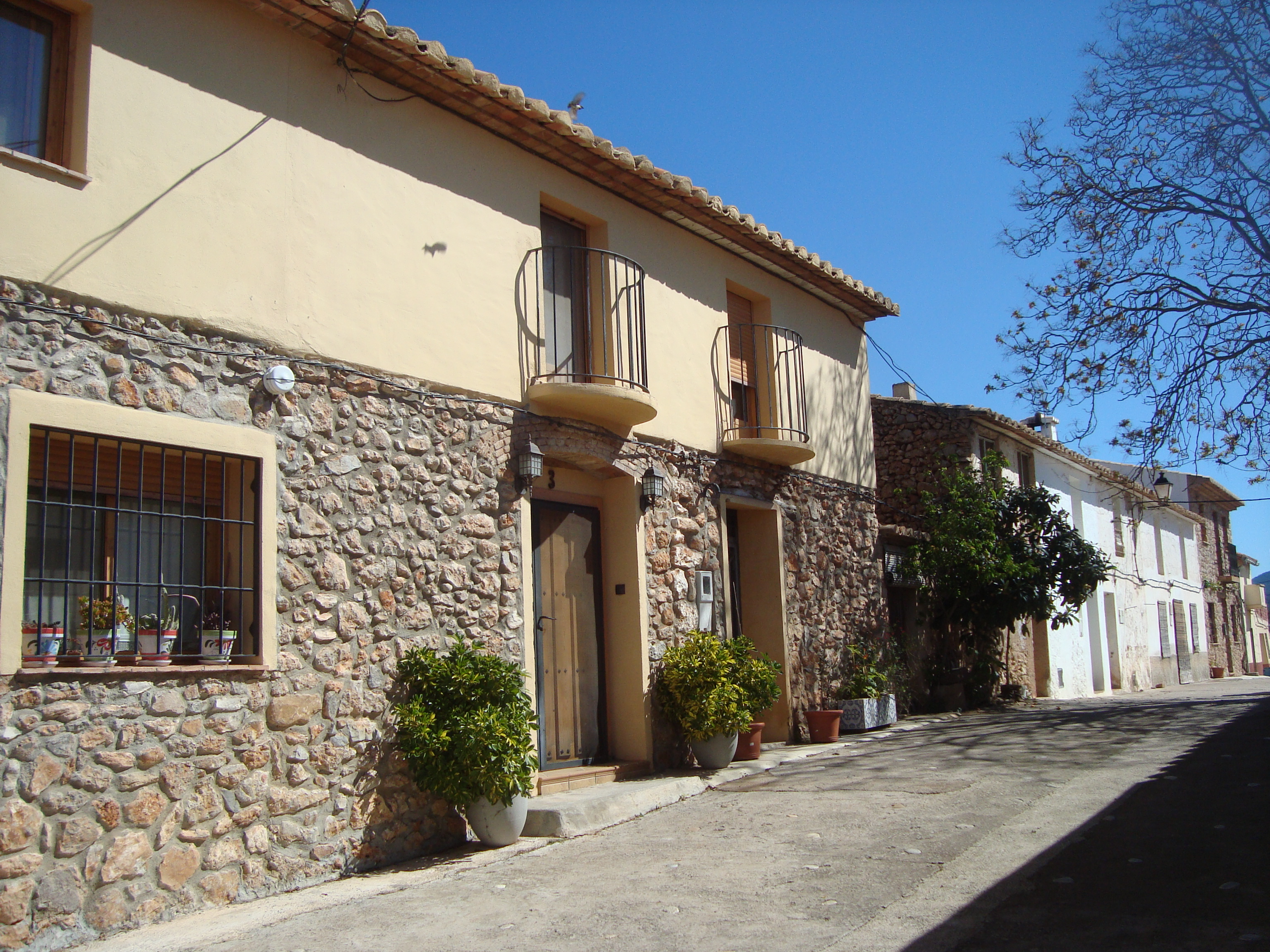
Mas de Flors (Sant Joan de Moró)

Sant Joan de Moró è un comune spagnolo di 2 893 abitanti situato nella comunità autonoma Valenciana.

## Altri progetti

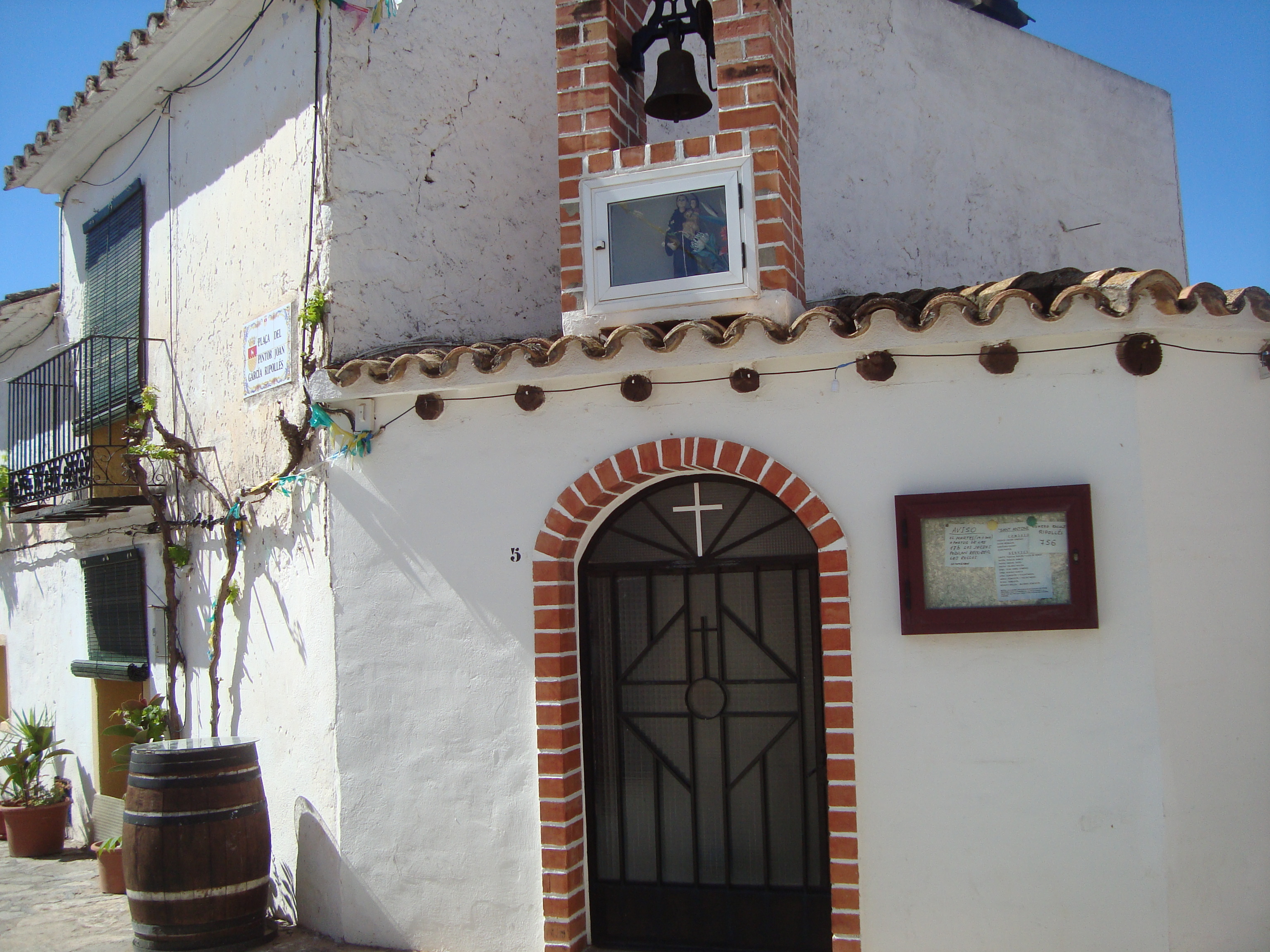
Ermita de Sant Antoni (Mas de Flors, Sant Joan de Moró)